# Cupressinocladus elegans
Espèce
Cupressinocladus elegans est une espèce éteinte de plantes qui vivait au Crétacé en Chine.